# Django (ścieżka dźwiękowa)
Quentin Tarantino's Django Unchained (Original Motion Picture Soundtrack) – ścieżka dźwiękowa do filmu Django w reżyserii Quentina Tarantino. Została wydana 18 grudnia 2012 roku. Ścieżka miesza ze sobą różne style i gatunki muzyczne.
Utwory skomponowane do filmu to: „100 Black Coffins” Rickiego Rossa, „Who Did That To You?” Johna Legend, „Freedom” Anthony’ego Hamiltona i Elayne Boynton, „Ancora Qui” Ennio Morricone i Elisy. Te 4 utwory były kandydatami do nagrody Grammy w kategorii najlepszej piosenki, ale nie zostały nominowane.
Ścieżka dźwiękowa zawiera również 7 usuniętych z filmu dialogów.

## Lista utworów
| Nr  | Tytuł utworu                                           | Kompozytor                                    | Długość |
| --- | ------------------------------------------------------ | --------------------------------------------- | ------- |
| 1.  | „Winged”                                               | James Russo (dialog)                          | 0:09    |
| 2.  | „Django”                                               | Rocky Roberts, Luis Bacalov                   | 2:53    |
| 3.  | „The Braying Mule”                                     | Ennio Morricone                               | 2:33    |
| 4.  | „In That Case Django, After You...”                    | Christoph Waltz, Jamie Foxx (dialog)          | 0:38    |
| 5.  | „His Name Was King”                                    | Luis Bacalov, Edda Dell'Orso                  | 1:58    |
| 6.  | „Freedom”                                              | Anthony Hamilton, Elayna Boynton              | 3:56    |
| 7.  | „Five-Thousand-Dollar Nigga's and Gummy Mouth Bitches” | Don Johnson, Christoph Waltz (dialog)         | 0:56    |
| 8.  | „La Corsa”                                             | Luis Bacalov                                  | 2:18    |
| 9.  | „Sneaky Schultz and the Demise of Sharp”               | Don Stroud (dialog)                           | 0:34    |
| 10. | „I Got a Name”                                         | Jim Croce                                     | 3:15    |
| 11. | „I Giorni Dell'ira (Days of Anger)”                    | Riz Ortolani                                  | 3:05    |
| 12. | „100 Black Coffins”                                    | Rick Ross                                     | 3:43    |
| 13. | „Nicaragua”                                            | Jerry Goldsmith, Pat Metheny                  | 3:29    |
| 14. | „Hildi's Hot Box”                                      | Samuel L. Jackson, Leonardo DiCaprio (dialog) | 1:16    |
| 15. | „Sister Sara's Theme”                                  | Ennio Morricone                               | 1:26    |
| 16. | „Ancora Qui”                                           | Ennio Morricone, Elisa Toffoli                | 5:08    |
| 17. | „Unchained (The Payback/Untouchable)”                  | James Brown, Tupac Shakur                     | 2:51    |
| 18. | „Who Did That to You”                                  | John Legend                                   | 3:48    |
| 19. | „Too Old to Die Young”                                 | Brother Dege                                  | 3:43    |
| 20. | „Stephen the Poker Player”                             | Samuel L. Jackson (dialog)                    | 1:02    |
| 21. | „Un Monumento”                                         | Ennio Morricone                               | 2:30    |
| 22. | „Six Shots Two Guns”                                   | Samuel L. Jackson, Jamie Foxx (dialog)        | 0:05    |
| 23. | „Trinity (Titoli)”                                     | Annibale E I Cantori Moderni                  | 3:03    |
| 24. | „Ode to Django (The D Is Silent)”                      | Robert Diggs                                  | 4:58    |
|     |                                                        |                                               | 59:17   |

## Utwory, które nie zostały zamieszczone na płycie
1. „Rito Finale” – Ennio Morricone
2. „Norme Con Ironie” – Ennio Morricone
3. „Town of Silence” – Luis Bacalov
4. „Gavotte” – Grace Collins
5. „Town of Silence” – Luis Bacalov
6. „Requiem and Prologue” – Masamichi Amano, Orkiestra Symfoniczna Filharmonii Narodowej
7. „The Big Risk” – Ennio Morricone
8. „Minacciosamente Lontano” – Ennio Morricone
9. „Blue Dark Waltz” – Luis Bacalov
10. „Dla Elizy” – Ashley Toman
11. „Freedom (Motherless Child)” – Richie Havens
12. „Ain’t No Grave (Black Opium Remix)” „J2 and Steven Stern” – Johnny Cash
13. „Dopo la congiura” – Ennio Morricone
14. „Short Change Hero” – The Heavy